# Kacper Stokowski
Kacper Stokowski (Varsavia, 6 gennaio 1999) è un nuotatore polacco, vincitore di due medaglie di bronzo ai mondiali in vasca corta.

## Palmarès
- Mondiali in vasca corta

Melbourne 2022: bronzo nei 50m dorso.
Budapest 2024: bronzo nei 100m dorso e nella 4x100m sl.
- Europei

Belgrado 2024: argento nella 4x100m misti.
- Universiadi

Chengdu 2023: argento nella 4x100m misti mista.
- Mondiali giovanili

Indianapolis 2017: argento nella 4x100m  sl e bronzo nei 50m dorso.
- Europei giovanili

Hódmezővásárhely 2016: oro nei 200m sl e nella 4x200m sl, bronzo nella 4x100m sl.
Netanya 2017: oro nei 100m dorso e nella 4x100m sl.